# Lyon olympique universitaire (football)
Pour les articles homonymes, voir Lyon olympique universitaire et LOU.
Le Lyon olympique universitaire était la section football du club omnisports du même nom (LOU) créée en 1899.
Section football du club omnisports de Lyon olympique universitaire, le club subit une scission en 1950 menant à la création de l'Olympique lyonnais. En 2008, le LOU football devient indépendant du club-mère et ne possède aujourd'hui que des catégories jeunes.

## Historique
Le Lyon olympique est un club de football fondé en 1896, initialement issu de la fusion du Racing club de Vaise et du Rugby club de Lyon, pour devenir le Racing club. Le club se dote d'une section football en 1899. Premier club du Lyonnais qualifié en phases finales du championnat de France de football USFSA 1906, il affronte l'Olympique de Marseille en huitièmes de finale. Après un match nul deux buts partout, les Lyonnais ne se rendent pas à Marseille pour rejouer la rencontre. Éclipsé par le FC Lyon en 1908 et 1909, le Racing club, devenu le Lyon olympique universitaire en 1910, retrouve le championnat de France en 1910. Écartant Besançon sur un score de quatre buts à un, les Lyonnais s'inclinent par cinq buts à zéro face au Stade helvétique de Marseille, en quarts de finale. Le club est encore présent en championnat de France USFSA en 1913 et se retrouve éliminé en huitièmes de finale, par cinq buts à un, par Saint-Raphaël. Le « LOU » évolue alors au stade des Iris en attendant la fin de la construction du Stade de Gerland, finalement achevé en 1926.
Sous l'impulsion de Félix Louot qui investit une somme de treize millions de francs, le Lyon olympique universitaire rejoint les rangs professionnels en 1942 et enlève, avec deux points d'avance sur Bordeaux, la poule sud du dernier « championnat de guerre » (Champion de France Zone Sud (Lyon) qui affronte le Champion de France Zone Nord (Rouen)) en 1945. La finale nationale du championnat oppose Lyon à Rouen. Les Rouennais s'imposent par quatre buts à zéro. Malgré tout, ces bons résultats récoltés en temps de guerre permettent au LOU d'être promu en Division 1 à la reprise de la saison 1945-1946. Le club est présidé alors par Félix Louot, et est relégué en D2 à la fin de cette saison.
En mai 1950, des dissensions fortes entre les sections football et rugby du LOU provoquent une scission entre ces deux sections. Les dirigeants du LOU préférant mettre en avant la section rugby avec une activité universitaire plus répandue. La première réunion à la création du club a lieu le 19 mai 1950 à la Brasserie de la République pour une annonce officielle le 23 mai depuis le Café Neuf, un glacier situé au bord de la place Bellecour. Le départ de la section de football professionnel est effectif le 27 mai 1950 lorsque les statuts sont déposés en préfecture du Rhône. Cette décision a eu lieu sous l'impulsion du Docteur Trillat et de Groslevin, Vitalis, Marceau, Carrel, Daurensan et Maillet. Cette dernière opte alors pour un nouveau nom : l’Olympique de Lyon et du Rhône, et futur Olympique lyonnais. Le 31 mai 1950, la Commission de football amateur du Lyon olympique universitaire se réunit pour demander le rattachement de la section amateur au nouveau club. En réplique à cette guerre football-rugby, le LOU est interdit de football pendant deux saisons par la Ligue du Lyonnais et après cette peine purgée, le LOU refonde une nouvelle section de football en son sein, créant à l'occasion un nouveau club, avec nouveau numéro d'affiliation à la FFF, qui existe aujourd'hui encore.

## Palmarès
| Compétitions |
| - Championnat USFSA Lyonnais : - Champion (4) - 1906, 1907, 1910, 1913 - Championnat de France Zone Sud : - Champion (1) - 1945 - Championnat de France amateurs (1935-1971) - Vainqueur de groupe : 1944 |